# Râul Țigan, Bistricioara
Râul Țigan este un curs de apă, afluent al râului Bistricioara.